# Sangye Tendzin
Sangye Tendzin foi um Desi Druk do Reino do Butão, reinou de 1805 até 1806. Foi antecedido no trono por Tashi Namgyal, tendo-lhe seguido Umdze Parpop.